# Wężewo (Orzysz)
Wężewo (deutsch Wensewen, 1938 bis 1945 Wensen) ist ein kleiner Ort in der polnischen Woiwodschaft Ermland-Masuren und gehört zur Gmina Orzysz (Stadt- und Landgemeinde Arys) im Powiat Piski (Kreis Johannisburg).

## Geographische Lage
Wężewo liegt in der östlichen Woiwodschaft Ermland-Masuren, 21 Kilometer nördlich der Kreisstadt Pisz (deutsch Johannisburg).

## Geschichte
Das kleine frühere Gutsdorf Wensewen (auch: Wensöwen) wurde 1484 gegründet. 
1874 kam der Ort zum neu errichteten Amtsbezirk Eckersberg, der bis 1945 bestand und zum Kreis Johannisburg im Regierungsbezirk Gumbinnen (ab 1905: Regierungsbezirk Allenstein) der preußischen Provinz Ostpreußen gehörte. 
Aufgrund der Bestimmungen des Versailler Vertrags stimmte die Bevölkerung im Abstimmungsgebiet Allenstein, zu dem Wensenwen gehörte, am 11. Juli 1920 über die weitere staatliche Zugehörigkeit zu Ostpreußen (und damit zu Deutschland) oder den Anschluss an Polen ab. In Wensewen stimmten 60 Einwohner für den Verbleib bei Ostpreußen, auf Polen entfielen keine Stimmen.
Am 30. September 1928 gab Wensewen seine Eigenständigkeit auf und wurde in die benachbarte Landgemeinde Eckersberg eingemeindet, und am 3. Juni (amtlich bestätigt am 16. Juli) 1938 wurde der Ort aus politisch-ideologischen Gründen der Abwehr fremdländisch klingender Ortsnamen in „Wensen“ umbenannt.
Im Jahre 1945 wurde das gesamte südliche Ostpreußen in Kriegsfolge an Polen überstellt. Davon war auch Wensewen resp. Wensen betroffen. Das Dorf erhielt die polnische Namensform „Wężewo“. Der Weiler (polnisch Osada) ist heute Sitz eines Schulzenamtes (polnisch Sołectwo) und somit eine Ortschaft im Verbund der Stadt- und Landgemeinde Orzysz (Arys) im Powiat Piski (Kreis Johannisburg), bis 1998 der Woiwodschaft Suwałki, seither der Woiwodschaft Ermland-Masuren zugehörig.

## Einwohnerentwicklung

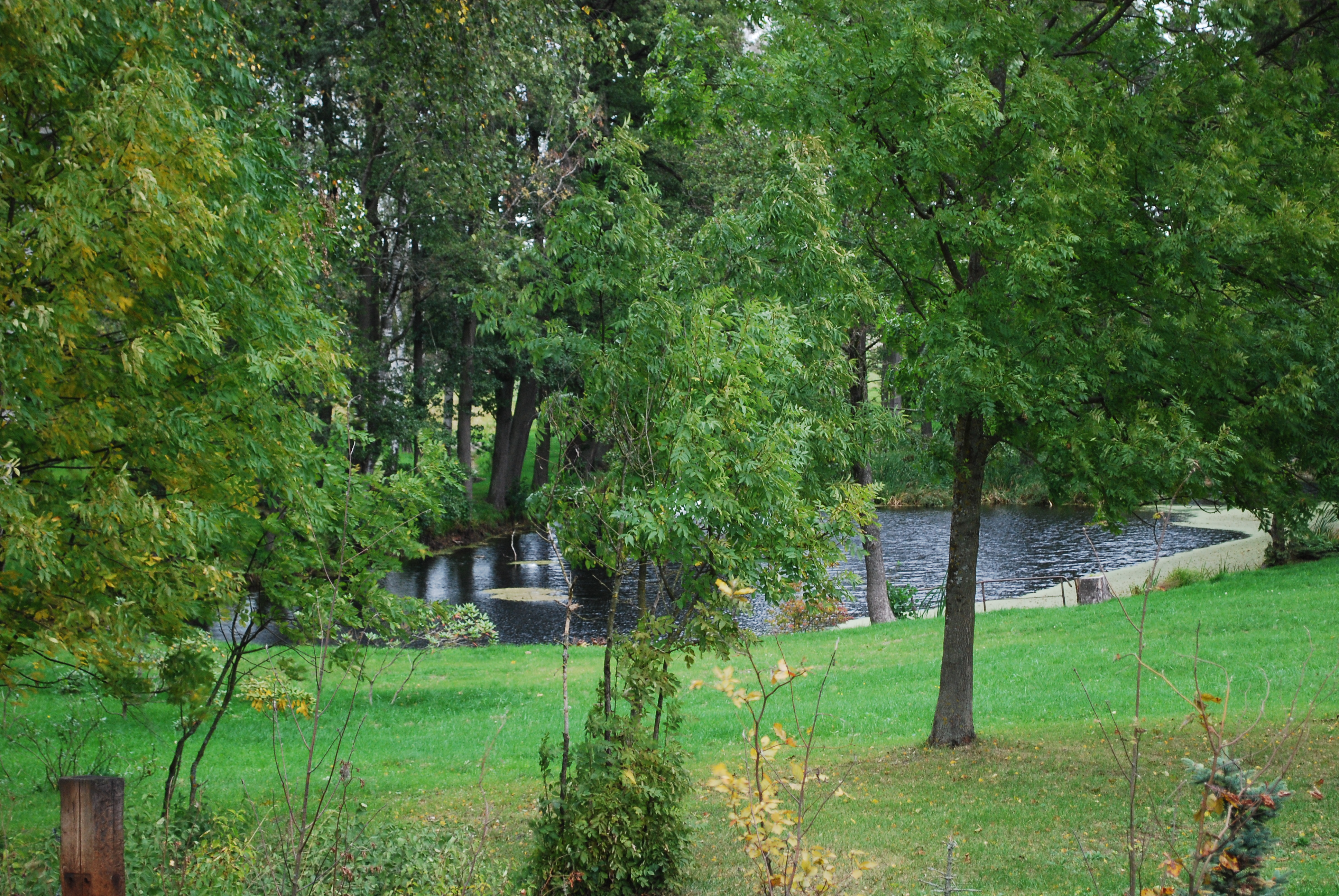
Teichanlage im alten Gutspark Wensewen

| Jahr | Anzahl |
| ---- | ------ |
| 1818 | 137    |
| 1838 | 88     |
| 1871 | 92     |
| 1885 | 112    |
| 1895 | 91     |
| 1905 | 92     |
| 1910 | 88     |
| 2010 | 340    |

## Kirche
Bis 1945 war Wensewen resp. Wensen in die evangelische Kirche Eckersberg in der Kirchenprovinz Ostpreußen der Kirche der Altpreußischen Union sowie in die römisch-katholische Kirche Johannisburg im Bistum Ermland eingepfarrt.
Heute gehört Wężewo katholischerseits zur Pfarrei Okartowo im Bistum Ełk der Römisch-katholischen Kirche in Polen. Die evangelischen Einwohner orientieren sich zur Pfarrei in der Kreisstadt Pisz in der Diözese Masuren der Evangelisch-Augsburgischen Kirche in Polen.

## Verkehr
Wężewo liegt an der verkehrstechnisch bedeutenden polnischen Landesstraße 16 (einstige deutsche Reichsstraße 127), die die drei Woiwodschaften Kujawien-Pommern, Ermland-Masuren und Podlachien miteinander verbindet. Die nächste Bahnstation ist Orzysz an der – allerdings nicht mehr regulär befahrenen – Bahnstrecke Czerwonka–Ełk (deutsch Rothfließ–Lyck).